# Eudonia ianthes
Eudonia ianthes là một loài bướm đêm trong họ Crambidae.